# Wendy Robie

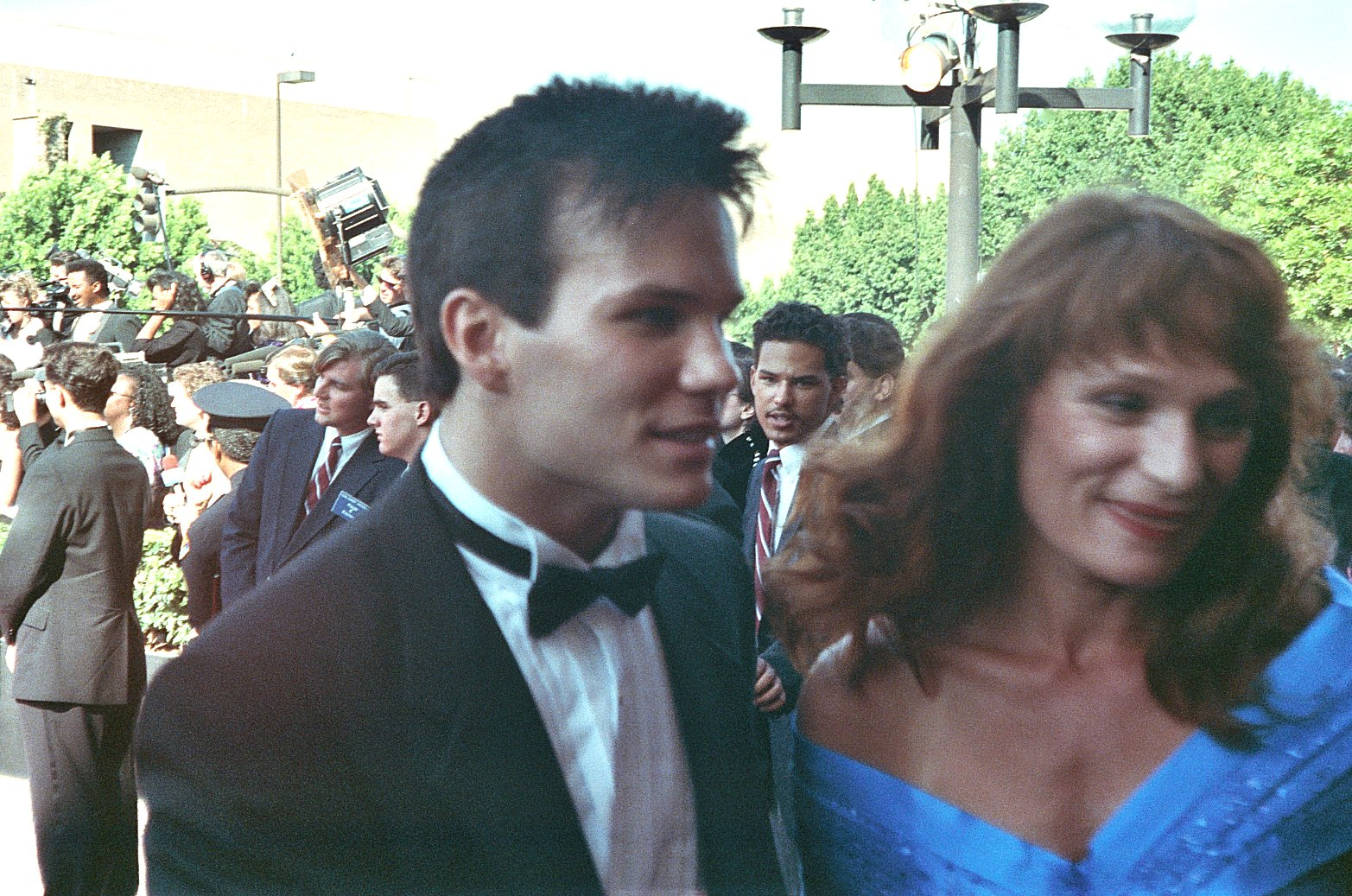
Wendy Robie (rechts) mit James Marshall

Wendy Robie (* 6. Oktober 1953 in Cincinnati, Ohio) ist eine US-amerikanische Schauspielerin.

## Leben
Wendy Robie wuchs auf einer Ranch in Nordkalifornien auf und besitzt Studienabschlüsse in Theaterkunst und Englischer Literatur. Die Veganerin hat eine Tochter Samantha (geboren 1967). Sie arbeitete über ein Jahrzehnt als Lehrerin, ehe sie ihren Wunsch ermöglichte und hauptberuflich Schauspielerin wurde. Die zu diesem Zeitpunkt noch film- und fernsehunerfahrene Robie wurde von David Lynch für seine Fernsehserie Twin Peaks entdeckt, als sie an einem Theater in Seattle spielte. Mit ihrer Darstellung als psychisch auffällige, eine Augenklappe tragende Nadine Hurley in 22 Folgen von Twin Peaks (1990–1991) gelangte Robie zu Bekanntheit.
Daraufhin folgten weitere Engagements, insbesondere für Horrorfilme. So spielte sie etwa 1991 in der Horrorkomödie Haus der Vergessenen (Originaltitel: People Under the Stairs) unter der Regie von Wes Craven und an der Seite von Everett McGill, der bereits in Twin Peaks ihren Ehemann verkörpert hatte. Später war sie Darstellerin in dem Horrorfilm Horror in the Attic (Originaltitel: The Attic Expeditions. 2001) und der Highschool-Komödie Wäre die Welt mein (Originaltitel: Were the World Mine, 2008). Auch war Robie Gaststar in mehreren Fernsehserien, so 1995 in Star Trek: Deep Space Nine. 2017 nahm sie ihre Rolle als Nadine für fünf Folgen der dritten Staffel von Twin Peaks wieder auf.
Robie erhielt 2003 eine Nominierung für den Theaterpreis Joseph Jefferson Award für ihre Nebenrolle in dem Stück Die Trojanerinnen am Goodman Theatre in Chicago, Illinois.

## Filmografie (Auswahl)
- 1990–1991: Twin Peaks  (Fernsehserie, 22 Folgen)
- 1991: Baywatch – Die Rettungsschwimmer von Malibu  (Baywatch, Fernsehserie, eine Folge)
- 1991: Haus der Vergessenen (The People Under the Stairs)
- 1992: Zurück in die Vergangenheit (Quantum Leap, Fernsehserie, eine Folge)
- 1993: Prophet des Bösen (Prophet of Evil: The Ervil LeBaron Story, Fernsehfilm)
- 1994: Wird Annie leben? (A Place for Annie, Fernsehfilm)
- 1995: Vampire in Brooklyn (Wes Craven's Vampire In Brooklyn)
- 1995: Star Trek: Deep Space Nine (Fernsehserie, eine Folge)
- 1996: Glimmer Man (The Glimmer Man)
- 1996: Dark Skies – Tödliche Bedrohung (Dark Skies, Fernsehserie, eine Folge)
- 1998: The Dentist 2
- 1998: Teufel im Blut (Devil in the Flesh)
- 2001: The Attic Expeditions
- 2001: Lost Voyage – Das Geisterschiff (Lost Voyage, Fernsehfilm)
- 2003: Fairies (Kurzfilm)
- 2008: Wäre die Welt mein (Were the World Mine)
- 2017: Twin Peaks (Neuauflage der Fernsehserie, 5 Folgen)
- 2022: Relative